# Конус мраморный
Конус мраморный (лат. Conus marmoreus) — вид брюхоногих моллюсков из семейства конусов (Conidae).

## Описание
Раковина длиной 34—90 мм; крупная, массивная, конической формы. Поверхность раковины гладкая. Общая окраска от золотисто-жёлтой (весьма редко) до тёмно-бурой либо чёрной с правильными спиральными рядами белых пятен треугольной формы. Вершина раковины невысокая, без короны, ступеньковидная. Устье продолговатое, белое внутри.

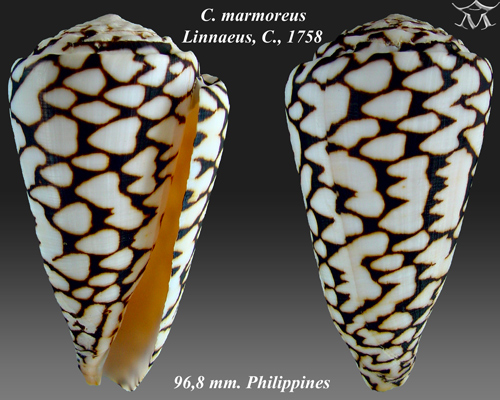
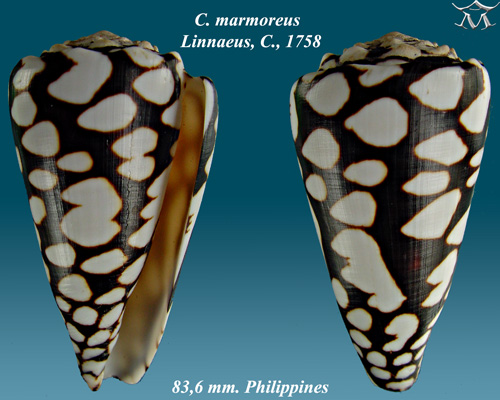
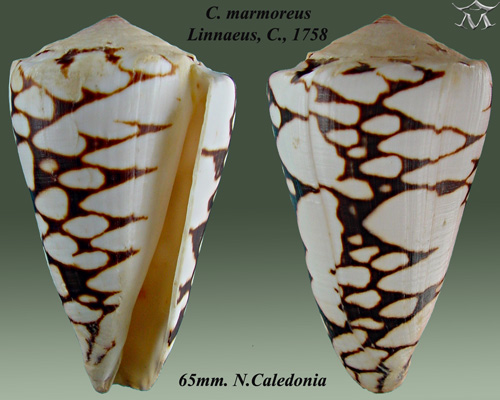
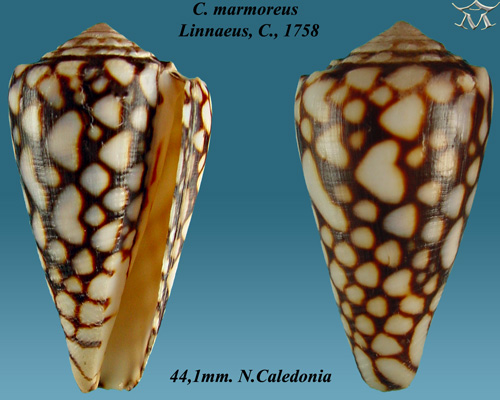
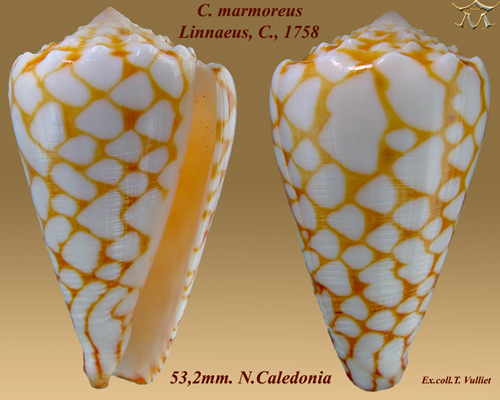

## Ареал
Тропический Индо-Тихоокеанский регион.

## Биология
Моллюски встречаются на мелководных участках на глубине 1 — 15 метров. Предпочитает песчаные или ракушечные грунты, часто зарывается в грунт. Хищник — активно охотится на брюхоногих моллюсков.